# Чагыран, Муса
Муса Чагыран (тур. Musa Çağıran; 17 ноября 1992 года, Ылгын) — турецкий футболист, полузащитник клуба «Генчлербирлиги».

## Клубная карьера
Муса Чагыран — воспитанник турецких клубов Алтынымакспор и «Алтай». Карьеру футболиста он начал в 2007 году, на правах аренды играя за клуб «Гёзтепе», выступавший в то время в Третьей лиге (четвёртый уровень в системе футбольных лиг Турции). В 2008 году Муса вернулся в «Алтай», вместе с которым в сезоне 2008/2009 боролся за выход в Суперлигу. Первый же гол на высоком уровне Муса забил 11 января 2009 года в ворота «Малатьяспора», в рамках группового турнира Кубка Турции 2008/2009.
В июне 2010 года Муса подписал контракт с «Галатасараем», но лишь однажды появился в его составе в официальном матче. Произошло это 19 декабря того же года в гостевом матче против «Коньяспора», когда в самой концовке встречи он заменил на поле Хакана Балту. А в следующем месяце он был отдан в аренду всё тому же «Коньяспору». Первый мяч за новую команду и первый в Суперлиге Муса забил 8 мая 2011 года, сравняв счёт в гостевой встрече с «Генчлербирлиги». Следующие два с половиной сезона Муса провёл в «Бурсаспоре», а в середине января 2014 года он перешёл в «Карабюкспор». Последний по итогам чемпионата 2014/2015 был вынужден покинуть Суперлигу.
В конце июня 2015 года Муса Чагыран стал игроком клуба «Османлыспор», вернувшегося по итогам Первой лиги 2014/2015 в Суперлигу. 